# Statues-menhirs de Collorgues
Les statues-menhirs de Collorgues, appelées aussi statues-menhirs de Teste ou statues-menhirs du Mas de l'Aveugle, sont deux statues-menhirs du groupe languedocien découvertes à Collorgues, dans le département du Gard. 

## Historique
Les statues ont été découvertes au lieu-dit Mas Gaillard, la première statue en 1879 par M. Teste, propriétaire du terrain, lors de travaux agricoles et la seconde en 1888 par H. Nicolas en fouillant le site. Celui-ci comprend deux hypogées et un ensemble de puits d'extraction du silex. Il a été fouillé une première fois en 1886 par A. Lombard-Dumas et une seconde fois de manière plus systématique par H. Nicolas en 1888. Les statues sont classées au titre des monuments historiques par décret du 9 mai 1927. Elles ont été classées au sein du groupe morpho-typologique du Bas-Languedoc (De l'Est de l’Hérault jusqu'au centre du Gard) et du sous groupe gardois, qui conserve 42 stèles complètes ou fragmentaires. Elles ont été restaurées en 2018 et sont actuellement conservées au sein de l'exposition permanente "Empreintes de l'Homme" au Musée de Lodève (Hérault). 

## Statue-menhir n°1
Elle a été découverte par M. Teste reposant à plat et masquant l'entrée d'une hypogée. C'est Lombard Dumas qui l'a reconnu comme telle. Elle est constituée d'une dalle en grès oligocène sculptée en faible relief sur une seule face. La pierre mesure 1,75 m de hauteur sur 0,70 m de largeur et 0,15 m d'épaisseur. Le visage en forme de « T » comprend les sourcils, les yeux et le nez. Les bras partent des sourcils en position verticale puis ils se recourbent au niveau des coudes. L'arc de cercle partant depuis les deux extrémités de la barre horizontale du « T » est interprété comme étant un collier entourant les deux mamelons représentant les seins. Jean Arnal aurait identifié une pendeloque en double spirale rattachée au collier, visible uniquement en lumière rasante. Le personnage porte, sous les avant-bras, un objet en forme de crosse, presque horizontal, qui a été interprété comme une hache emmanchée.

## Statue-menhir n°2
Elle a été découverte par H. Nicolas lors de ses fouilles. Elle était utilisée comme linteau au débouché du couloir d'accès de l'hypogée, la face sculptée vers le sol. La pierre mesure 1,35 m de longueur. La tête est dégagée du corps et les épaules sont marquées. Sur le visage en forme de « T », les sourcils, le nez et les yeux sont visibles. Les seins sont représentés par deux petits mamelons. Les bras sont arqués et les mains sont visibles. Le personnage porte un objet recourbé, en forme de crosse.
Au regard du contexte de leur découverte, les deux statues-menhirs ont fait l'objet d'un réemploi.

## Datation
Les deux statues-menhirs sont datées du Néolithique final. 